# Asmate obsoletissima
Asmate obsoletissima là một loài bướm đêm trong họ Geometridae.